# Сон Наын
Сон Наын (кор. 손나은; род. 10 февраля 1994 года, Сеул, Республика Корея) — южнокорейская певица,  актриса и автор песен. Является бывшей участницей женской группы A Pink.
В апреле 2021 года Наын покинула Play M Entertainment и подписала контракт с YG Entertainment в качестве актрисы.

## Биография
Сон Наын родилась 10 февраля 1994 года в Сеуле, Республика Корея. У неё есть младшая сестра по имени Сон Саын, которая является профессиональным игроком в гольф.
Она училась в средней школе Чхондама, а затем перешла в Сеульскую школу исполнительских искусств, которую она закончила 7 февраля 2013 года. В 2013 году она была принята на факультет театра и кино Университета Донкуг в качестве актрисы. Она была также выбрана в качестве посла в указанном университете в 2014 году вместе с Юной из Girls' Generation и Пак Хасон.

## Карьера

### Начало карьеры
Изначально мечтая стать артистом, Наын случайно наткнулась на прослушивания для звукозаписывающего лейбла JYP Entertainment. Она импульсивно посетила прослушивания и исполнила «It's Not Love» группы Wonder Girls. После этого она была уведомлена о прохождении их прослушивания и впоследствии стала стажером агентства. Однако вскоре она перешла в Cube Entertainment и продолжила быть стажером. В разгар тренировок 16-летняя Наын появилась в музыкальных клипах «Breath» и «Beautiful» группы Beast в качестве главной женской роли

### 2011–2016: Дебют и актёрский дебют
Наын была первой участницей Apink, о которой было объявлено в 2011 году. 21 апреля Наын дебютировала с Apink на M Countdown, исполнив песни «I Don't Know» и «Wishlist», которые были включены в их дебютный мини-альбом Seven Springs of Apink.

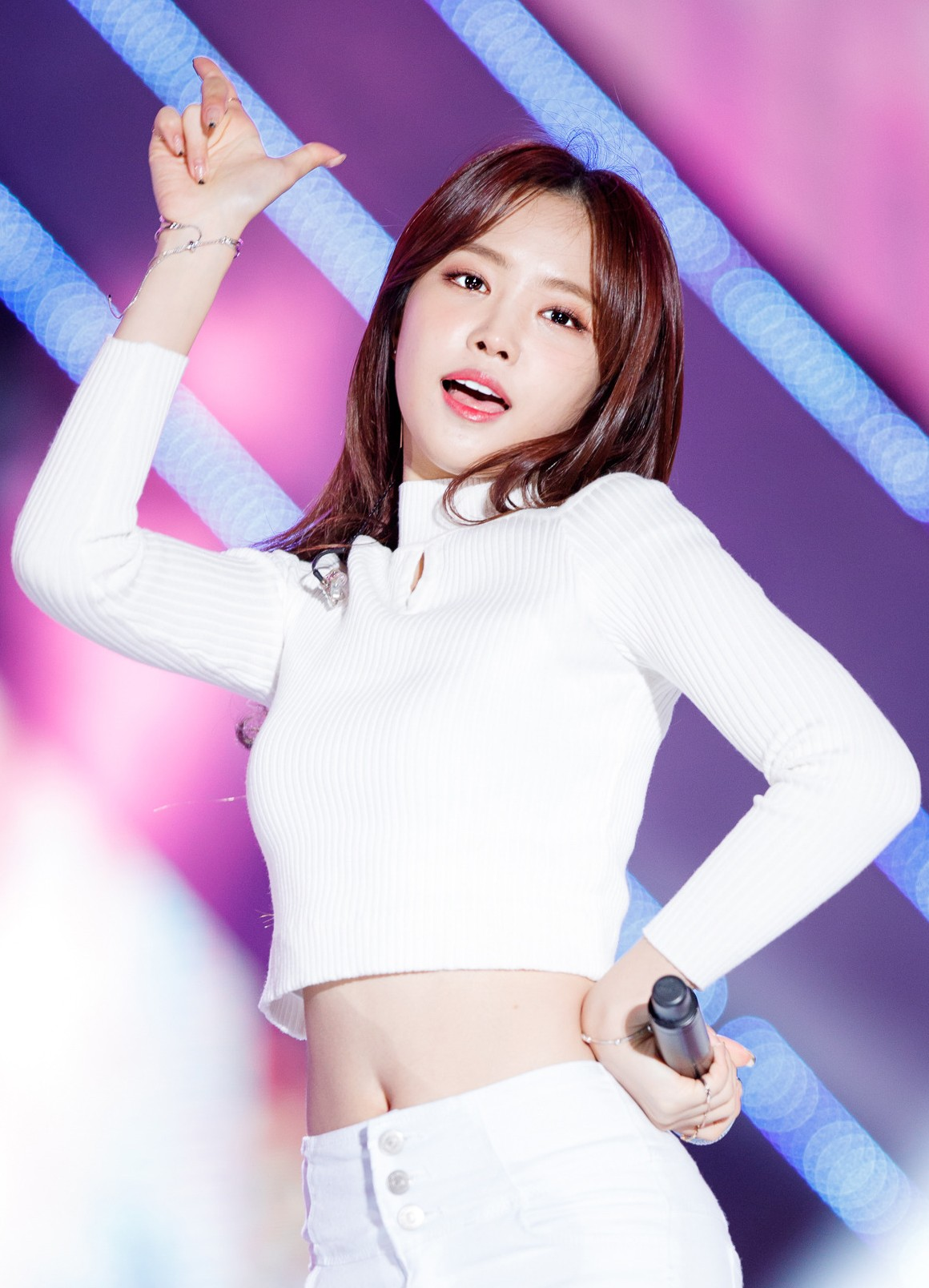
Наын в 2016 году.

В 2012 году Наын дебютировала в роли подростка Хэин в исторической дораме «Великий провидец». Затем она появилась в пятой серии комедийного сериала «Замужем за мафией 5: Возвращение семьи». После этого она сыграла второстепенные роли в семейной дораме «Не в детях счастье» и романтической комедии «Снова 20» . В 2016 году снялась в романтической комедии «Золушка и четыре рыцаря».
В течение 2013 и 2014 годов Наын участвовала в реалити-шоу «Молодожёны» с Тхэмином из SHINee в качестве виртуальной супружеской пары, за которую Наын получила награду «Звезда года» на MBC Entertainment Awards.

### 2017—: Сольной деятельности

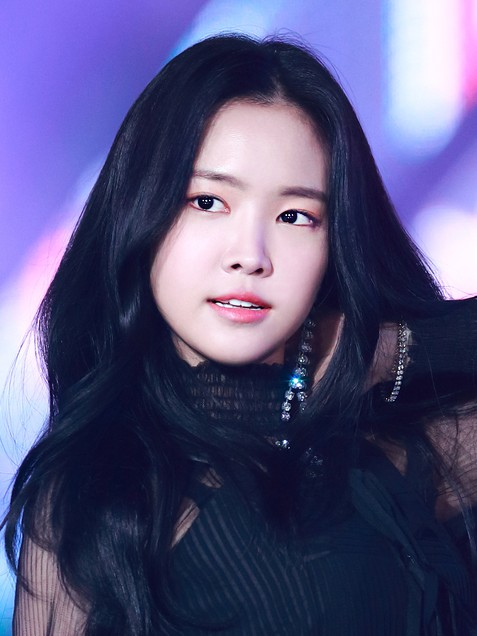
Наын на Korea Music Festival, 1 октября 2017 года.

В 2017 году было подтверждено, что Наын сыграет главную роль в фильме ужасов «Гнев женщины». В том же году она снялась в четырехсерийном мини-сериале «Самое прекрасное прощание в мире». В 2020 году Наын снялась в новой дораме «Поужинаем вместе?» в качестве популярного влиятельного лица в социальных сетях.
В январе 2021 года было объявлено, что Наын появится в предстоящей дораме  «Больше не человек».
В апреле 2021 года Наын покинула Play M Entertainment после 10 лет работы с лейблом. Тем не менее, она по-прежнему будет оставаться участницей группы. Позже в мае Наын подписала контракт с YG Entertainment в качестве актрисы.
8 апреля 2022 года стало известно, что Наын ушла из группы Apink из-за трудностей с совмещением работы как актрисы, так и айдола. Позже это было подтверждено IST Entertainment через фанкафе группы.

## Дискография

### Авторство в написании песен
| Год  | Песня    | Альбом | Примечания            |
| ---- | -------- | ------ | --------------------- |
| 2016 | «Cliche» | Dear   | В соавторстве с Чорон |

## Фильмография

### Фильмы
| Год  | Название                                 | Роль     |
| ---- | ---------------------------------------- | -------- |
| 2012 | «Замужем за мафией 5: Возвращение семьи» | Ын Хидже |
| 2018 | «Гнев женщины»                           | Ок Пун   |

### Телевизионные сериалы
| Год       | Название                             | Роль                | Телеканал | Примечания          | Ссылка |
| --------- | ------------------------------------ | ------------------- | --------- | ------------------- | ------ |
| 2012      | «Великий провидец»                   | Подросток Хэин      | SBS       |                     | [ 23 ] |
| 2012      | «Гуру Саламандра и теневая операция» | Ли Тхэюн (4 эпизод) | SBS       | Камео               |        |
| 2012–2013 | «Не в детях счастье»                 | О Суми              | JTBC      | Второстепенная роль |        |
| 2015      | «Снова 20»                           | О Хемин             | tvN       | Второстепенная роль | [ 24 ] |
| 2016      | «Золушка и четыре рыдцаря»           | Пак Хеджи           | tvN       | Второстепенная роль |        |
| 2017      | «Самое прекрасное прощание в мире»   | Чхэён               | tvN       | Второстепенная роль |        |
| 2020      | Поужинаем вместе?                    | Чин Ноюл            | MBC       | Главная роль        | [ 25 ] |
| 2021      | Потеря человечности                  | JTBC                | TBA       | Второстепенна       | [ 26 ] |
| 2022      | Очаровательный призрачный доктор     | О Суджон            | tvN       | Второстепенна       | [ 27 ] |
| 2023      | Агентство                            | Кан Хана            |           |                     |        |

### Реалити-шоу
| Год       | Название   | Телеканал | Роль                      | Примечания                         |
| --------- | ---------- | --------- | ------------------------- | ---------------------------------- |
| 2013–2014 | Молодожёны | MBC       | Основной актёрский состав | вместе с Тхэмином; 167–203 эпизоды |